# Dewinci
Dewinci (bułg. Девинци) – wieś podlegająca administracyjnie pod obszar wsi Postnik, w południowej Bułgarii, w obwodzie Kyrdżali, w gminie Momcziłgrad. Według danych Narodowego Instytutu Statystycznego, 31 grudnia 2012 roku wieś liczyła 125 mieszkańców.